# 2009-es l’aquilai földrengés

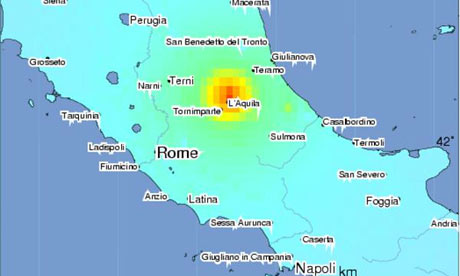

A l'aquilai földrengés 2009. április 6-án rázta meg az olaszországi L’Aquilát, a katasztrófának legalább 309 halálos áldozata volt, s 3-10 ezer épület rongálódott meg a rengés következtében, valamint 30-40 ezren váltak hajléktalanná.
A legerősebb rengés a Richter-skála szerinti 6,3-as volt.

## A földrengés előzményei
Az április 6-i rengést több kisebb előzte meg, amelyek 2008. december 14-én kezdődtek egy 1,8 erősségű rengéssel, majd 2009. január 16-án nagyobb intenzitással folytatódtak, de ekkor még mindig 3,0 erősség alatt, mindenesetre folyamatosan növekvő mértékben egészen a vasárnapi földrengésig.

## 2009. április 6.
A fő rengés 2009. április 6-án 03.32-kor következett be 6,3 erősséggel. Az ezt követő 48 órán belül még 256 kisebb rengést regisztráltak, ezekből 150-et április 7-én, amelyek közül 56 erősebb volt a Richter-skála szerinti 3,0-nál. A földrengést követő évben L'Aquila város területén 18 000 kisebb rengést észleltek.

## G8-csúcstalálkozó 2009-ben
A 2009-es G8-találkozót Olaszország látta vendégül. Eredetileg La Maddalena szárd városban került volna megrendezésre, de az olasz kormány az esemény L'Aquilába történő áthelyezéséről döntött. A földrengés romjai előtt az Egyesült Államok, Franciaország, Németország, az Egyesült Királyság, Oroszország, Kanada és Japán megígérték, hogy támogatni fogják a műemlékek helyreállítását.

## Bírósági ítélet
2012 októberében egyenként 6 év letöltendő szabadságvesztésre ítéltek 6 tudóst, akiket gondatlanságból elkövetett emberölésben talált bűnösnek a l'aquilai bíróság, mivel az előrengések alapján nem tudták helyesen előrejelezni a nagy erejű fő rengést. Az ítélet nagy felháborodást váltott ki világszerte tudományos körökben, ahol azzal érvelnek, hogy a tudomány jelenlegi állása szerint a földrengéseket nem lehet előrejelezni, azoknak nincs felelősük.

## Fordítás
- Ez a szócikk részben vagy egészben  a   Terremoto dell'Aquila del 2009 című olasz Wikipédia-szócikk fordításán alapul.  Az eredeti cikk szerkesztőit annak laptörténete sorolja fel. Ez a jelzés csupán a megfogalmazás eredetét és a szerzői jogokat jelzi, nem szolgál a cikkben szereplő információk forrásmegjelöléseként.